# ジャネット・モンゴメリー
ジャネット・モンゴメリー（Janet Montgomery、1985年10月29日 - ）は、イングランドの女優。

## 出演作品
- ダウントン・アビー 第4シーズン　クリスマス・スペシャル
- アントラージュ★オレたちのハリウッド シーズン8（ジェニー）
- ヒューマン・ターゲット シーズン2（エイムズ）
- アントラージュ★オレたちのハリウッド シーズン7（ジェニー）
- ブラック・スワン
- 魔術師 MERLIN
- ヒルズ・ラン・レッド -殺人の記録-
- クライモリ　デッド・リターン（アレックス）
- THIS IS US/ディス・イズ・アス 36歳、これから (オリヴィア)
- キミとボクとの距離 (サラ)
- ロマノフ家の末裔 〜それぞれの人生〜 (ミシェル・ウエストブルック)
- ニュー・アムステルダム 医師たちのカルテ (ローレン・ブルーム)
- 復讐の十字架（エマ）